# Crack Your Heels
Crack Your Heels é um curta-metragem de comédia mudo norte-americano, realizado em 1919, com o ator cômico Oliver Hardy.

## Elenco
- Harold Lloyd ... o garoto
- Snub Pollard
- Bebe Daniels
- Sammy Brooks
- Billy Fay
- Lew Harvey
- Wallace Howe
- Margaret Joslin ... (como Margaret Joslyn)
- Marie Mosquini
- Fred C. Newmeyer
- James Parrott
- William Petterson
- Noah Young